# James A. Pawelczyk
James Anthony „Jim“ Pawelczyk (* 20. September 1960 in Buffalo, New York) ist ein US-amerikanischer Wissenschaftler, der an einem Raumflug teilgenommen hat. Er ist allerdings kein Berufsastronaut.

## Leben
Pawelczyk erhielt 1982 einen Bachelor in Biologie und einen weiteren in Psychologie von der University of Rochester sowie 1985 einen Master in Physiologie von der Pennsylvania State University. 1989 erhielt er eine Promotion in Biologie bzw. Physiologie von der University of North Texas.
Von 1989 bis 1992 absolvierte er sein Praktikum am Southwestern Medical Center der University of Texas. Anschließend war er bis 1995 Assistenzprofessor für Kardiologie am Southwestern Medical Center sowie Direktor der Autonomic and Exercise Physiology Laboratories am Institute for Exercise and Environmental Medicine im Presbyterian Hospital of Dallas. Seit 1995 ist er Professor für Physiologie und Kinesiologie an der Pennsylvania State University.
Am 17. April 1998 startete Pawelczyk als Nutzlastspezialist mit der Raumfähre Columbia zur Spacelab-Mission STS-90. Die 16-tägige Neurolab-Mission diente vor allem der Erforschung der Auswirkungen der Schwerelosigkeit auf Gehirn und Nervensystem.
James Pawelczyk ist verheiratet und hat zwei Kinder.